# Natalie Martinez
Natalie Martinez (Miami, 12 de julio de 1984) es una modelo y actriz estadounidense cuya familia es de origen cubano.

## Carrera
Comenzó como modelo y locutora para los productos JLO de Jennifer López. También trabajó en el videoclip "Rain Over Me" de los cantantes Pitbull y Marc Anthony, el videoclip "Señorita" de Justin Timberlake y el videoclip "Yo te quiero" de los reguetoneros puertorriqueños Wisin & Yandel, entre otros. Trabajó como actriz de reparto en la película Death Race (2008) y en las películas The Baytown Outlaws y End of Watch, ambas en 2012. Su trabajo en televisión más relevante se desarrolló en la serie policíaca Detroit 1-8-7 como la detective Ariana Sanchez.
En 2012 se incorporó al reparto de CSI: NY como Jamie Lovato, la tercera figura femenina de la serie, la más joven y la de acciones de calle más audaces y arriesgadas. El personaje de Martinez está envuelto en cierto aire de misterio que intriga y confunde a su compañero de trabajo el detective Don Flack (Eddie Cahill) quien la ve actuar de manera sospechosa en varias ocasiones, quedando intrigado con su personalidad rebelde y desenfadada, a la vez que se establece entre ellos una fuerte atracción sexual.
En 2024 apareció en su primer papel cómico en la serie de televisión Bad Monkey, donde interpretó a Rosa Campesino, una médico forense de Miami y amante del protagonista, interpretado por Vince Vaughn. Martinez también paticipó en el vestuario de su personaje.

## Filmografía

### Películas[3]
| Año  | Título                | Personaje      |
| ---- | --------------------- | -------------- |
| 2008 | Death Race            | Case           |
| 2011 | Magic City Memoirs    | Mari           |
| 2012 | The Baytown Outlaws   | Ariana         |
| 2012 | End of Watch          | Gabby Zavala   |
| 2013 | Broken City           | Natalie Barrow |
| 2015 | Selfless              | Madeleine      |
| 2016 | The Land              | Evelyn         |
| 2016 | Message from the King | Trish          |
| 2017 | Keep Watching         | Olivia         |

### Series de televisión[3]
| Año       | Título                          | Personaje                | Notas                  |
| --------- | ------------------------------- | ------------------------ | ---------------------- |
| 2006      | Fashion House                   | Michelle Miller          | 55 episodios           |
| 2007      | Saints & Sinners                | Pilar Martin             | 62 episodios           |
| 2010      | El Dorado                       | María Martínez           | 2 episodios            |
| 2010      | Sons of Tucson                  | Maggie Morales           | 2 episodios            |
| 2010-2011 | Detroit 1-8-7                   | Detec. Arianna Sanchez   | 18 episodios           |
| 2012-2013 | CSI: Nueva York                 | Detective Jamie Lovato   | 12 episodios           |
| 2013-2014 | La Cúpula                       | Oficial Linda Esquivel   | 18 episodios           |
| 2014      | Matador                         | Salma                    | 1 episodio             |
| 2014      | Secretos y mentiras             | Jess Mullen              | 10 episodios           |
| 2015      | Kingdom                         | Alicia Méndez            | 10 episodios           |
| 2016      | From Dusk till Dawn: The Series | Amaru                    | 2 episodios            |
| 2017      | APB                             | Detective Theresa Murphy | 12 episodios           |
| 2019      | Into the Dark                   | Jennifer Robbins         | 1 episodio             |
| 2019      | The I-Land                      | Gabriela Chase           | Miniserie; 7 episodios |
| 2020      | The Fugitive                    | Allison Ferro            |                        |
| 2020      | The Stand                       | Dayna Jurgen             | Miniserie              |
| 2020      | The Twilight Zone               | Ana                      | 1 episodio             |
| 2021-2022 | Ordinary Joe                    | Amy                      |                        |
| 2024      | Bad Monkey                      | Rosa Campesino           |                        |

## Vida privada
Actriz que en sus comienzos siguió los ideales de su padre, el arte. Empezó como pintora principiante, un cambio de rumbo en su visión del arte la llevó a convertirse en actriz.